# The Bouncer (album)
 (janvier 2025).
La mise en forme du texte ne suit pas les recommandations de Wikipédia : il faut le « wikifier ».
Les points d'amélioration suivants sont les cas les plus fréquents. Le détail des points à revoir est peut-être précisé sur la page de discussion.
- Les titres sont pré-formatés par le logiciel. Ils ne sont ni en capitales, ni en gras.
- Le texte ne doit pas être écrit en capitales (les noms de famille non plus), ni en gras, ni en italique, ni en « petit »…
- Le gras n'est utilisé que pour surligner le titre de l'article dans l'introduction, une seule fois.
- L'italique est rarement utilisé : mots en langue étrangère, titres d'œuvres, noms de bateaux, etc.
- Les citations ne sont pas en italique mais en corps de texte normal. Elles sont entourées par des guillemets français : « et ».
- Les listes à puces sont à éviter, des paragraphes rédigés étant largement préférés. Les tableaux sont à réserver à la présentation de données structurées (résultats, etc.).
- Les appels de note de bas de page (petits chiffres en exposant, introduits par l'outil «  Source ») sont à placer entre la fin de phrase et le point final[comme ça].
- Les liens internes (vers d'autres articles de Wikipédia) sont à choisir avec parcimonie. Créez des liens vers des articles approfondissant le sujet. Les termes génériques sans rapport avec le sujet sont à éviter, ainsi que les répétitions de liens vers un même terme.
- Les liens externes sont à placer uniquement dans une section « Liens externes », à la fin de l'article. Ces liens sont à choisir avec parcimonie suivant les règles définies. Si un lien sert de source à l'article, son insertion dans le texte est à faire par les notes de bas de page.
- La présentation des références doit suivre les conventions bibliographiques. Il est recommandé d'utiliser les modèles {{Ouvrage}}, {{Chapitre}}, {{Article}}, {{Lien web}} et/ou {{Bibliographie}}. Le mode d'édition visuel peut mettre en forme automatiquement les références.
- Insérer une infobox (cadre d'informations à droite) n'est pas obligatoire pour parachever la mise en page.

Pour une aide détaillée, merci de consulter Aide:Wikification.
Si vous pensez que ces points ont été résolus, vous pouvez retirer ce bandeau et améliorer la mise en forme d'un autre article.
Pour l’article homonyme, voir The Bouncer.
Albums de Cedar Walton
Song of Delilah: The Music of Victor Young
(2010)
The Bouncer est le dernier album studio du pianiste Cedar Walton. Il a été enregistré en 2011 et publié sur le label Highnote Records (en) ,.

## Réception
AllMusic a déclaré : « The Bouncer, features the journeyman hard bopper leading a fine quintet of like-minded individuals ». JazzTimes a observé : « There’s nothing particularly groundbreaking about anything on the disc, mind you. But listeners looking for new music set solidly in the postbop tradition would be hard-pressed to do better than this ». BBC Music a noté : « Ultimately, this album isn't going to burn any bold new paths in jazz, but it’s a soulful summation made in the still-glowing twilight of an old-faithful’s career ».

## Liste des pistes
Toutes les compositions sont de Cedar Walton, sauf indication contraire.
1. "The Bouncer" - 5:26
2. "Lament" (JJ Johnson) - 9:38
3. "Bell for Bags" - 5:29
4. "Halo" - 5:01
5. "Underground Memoirs" - 7:18
6. "Willie's Groove" - 6:09
7. "Got to Get to the Island" (David "Happy" Williams (en)) - 9:17
8. "Martha's Prize" - 6:29

## Musiciens
- Cedar Walton - piano
- Vincent Herring - saxophone alto, saxophone ténor, flûte
- Steve Turre - trombone (pistes 1 et 5 uniquement)
- David "Happy" Williams (en) - basse
- Willie Jones III (en) – batterie
- Ray Mantilla (en) - percussions (piste 5 seulement)

## Production
- Don Sickler (en) - producteur
- Rudy Van Gelder - ingénieur